# Rotes Ufer
Koordinaten: 51° 36′ 13,3″ N, 12° 33′ 42,5″ O

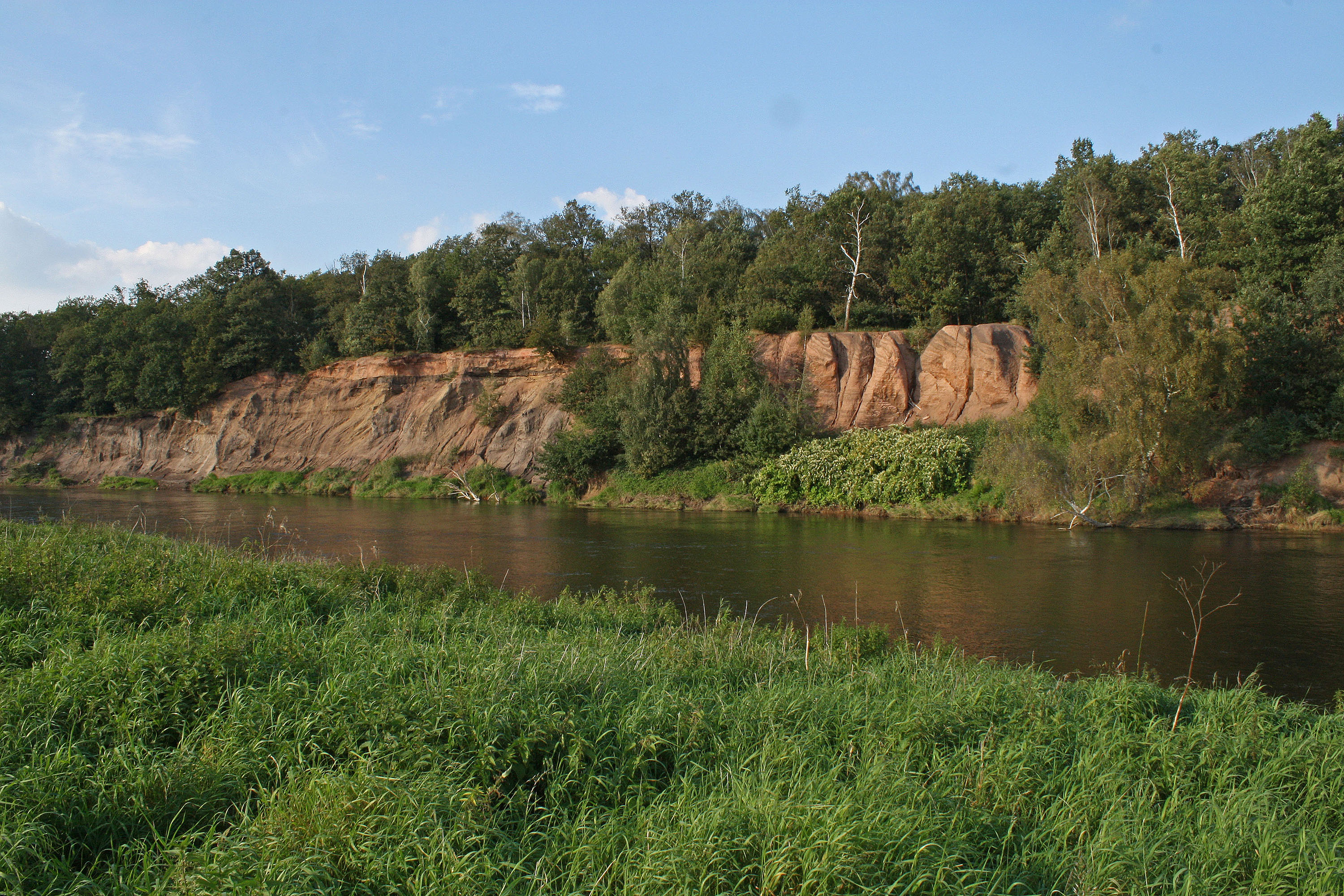
Rotes Ufer

Das Rote Ufer ist ein bis zu 15 m hohes, rötliches Steilufer an der Mulde bei Bad Düben.

## Entstehung
Das Rote Ufer befindet sich an der Mulde im Bad Dübener Stadtteil Alaunwerk und ist eine übrig gebliebene Halde aus dem Abbau von Alaun zwischen 1557 und 1886. Das Alaunwerk gehörte damals zu den bedeutendsten seiner Art und exportierte Alaun in viele Länder Europas. Das bis zu 15 m hohe Ufer entstand durch Aufschüttung von ausgelaugter und gerösteter Alaunerde. Das Alaunsalz wurde in Gerbereien verwendet und in der ganzen Welt gehandelt. Durch Umwelteinflüsse wie Regen und die Strömung der Mulde brechen von Zeit zu Zeit Teile des Steilufers ab. Im Jahr 2017 wurde vor der maroden Uferkante eine Absperrung installiert.

## Ausflugsziel
Das Rote Ufer ist heute ein Ausflugsziel für Wanderer sowie Radfahrer und bietet einen guten Ausblick auf die Muldenaue zwischen den Stadtteilen Altenhof und Schnaditz mit seinem Wasserschloss. 